# Kidwima
Kidwima är ett periodiskt vattendrag i Burundi.   Det ligger i provinsen Muramvya, i den centrala delen av landet, 40 kilometer öster om huvudstaden Bujumbura.
Omgivningarna runt Kidwima är en mosaik av jordbruksmark och naturlig växtlighet. Runt Kidwima är det tätbefolkat, med 369 invånare per kvadratkilometer.